# (24697) Растрелли
(24697) Растрелли (лат. Rastrelli) — типичный астероид главного пояса, открыт 24 сентября 1990 года советскими астрономами Людмилой Журавлёвой и Галиной Кастель в Крымской астрофизической обсерватории и в 18 марта 2003 года назван в честь архитектора, скульптора, бронзолитейщика, чеканщика и ювелира Бартоломео Карло Растрелли и его сына архитектора Бартоломео Франческо.

## Обнаружение и именование
(24697) Растрелли
Открыт 24 сентября 1990 года в Крымской астрофизической обсерватории Г. Р. Кастель и Л. В. Журавлёвой.
Карло Бартоломео и Франческо Бартоломео Растрелли были отцом (ок. 1670—1744) и сыном (1700—1771), скульптором и архитектором. Первый создал одну из достопримечательностей Санкт-Петербурга — конную статую Петра I. Второй построил Зимний дворец, в котором сейчас хранятся сокровища Эрмитажа {см. планета (4758)}.
Оригинальный текст (англ.)24697 Rastrelli
Discovered 1990 Sept. 24 by G. R. Kastel' and L. V. Zhuravleva at the Crimean Astrophysical Observatory.
Carlo Bartolomeo and Francesco Bartolomeo Rastrelli were father (c. 1670—1744) and son (1700—1771), sculptor and architect. The first created the equestrian statue of Peter I, one of the landmarks of St. Petersburg. The second built the Winter Palace, which now houses treasures of the Hermitage {see planet (4758)}.
Источники: 20030318/MPCPages.arc; M.P.C. 48160.

## Орбита

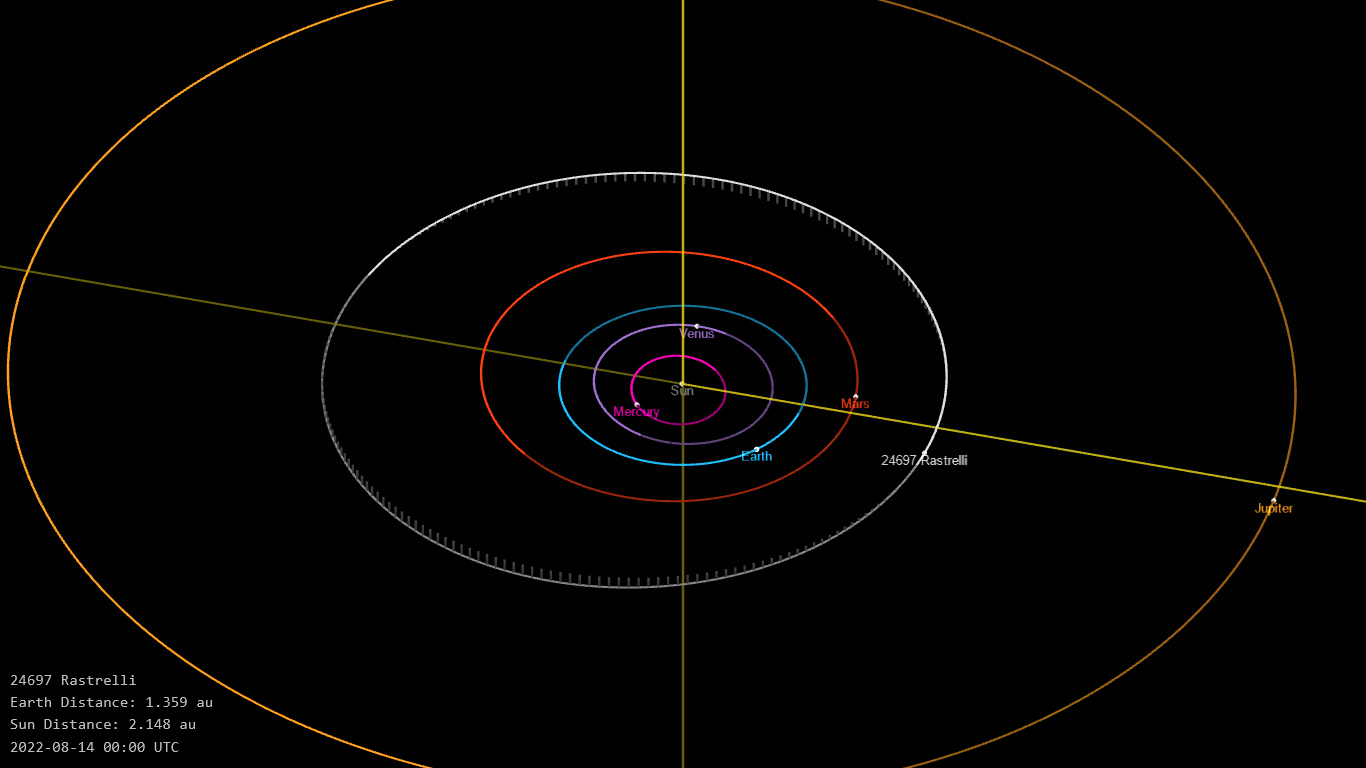
Орбита астероида Растрелли и его положение в Солнечной системе

## Физические характеристики
Астероид относится к таксономическому классу S.
По результатам наблюдений в видимом и ближнем инфракрасном диапазоне космического телескопа NEOWISE диаметр астероида оценивался равным 4,105±0,069 км. Согласно тем же источникам альбедо оценивается как 0,2887±0,0160 и 0,289±0,016.